# Stretti di Tiran

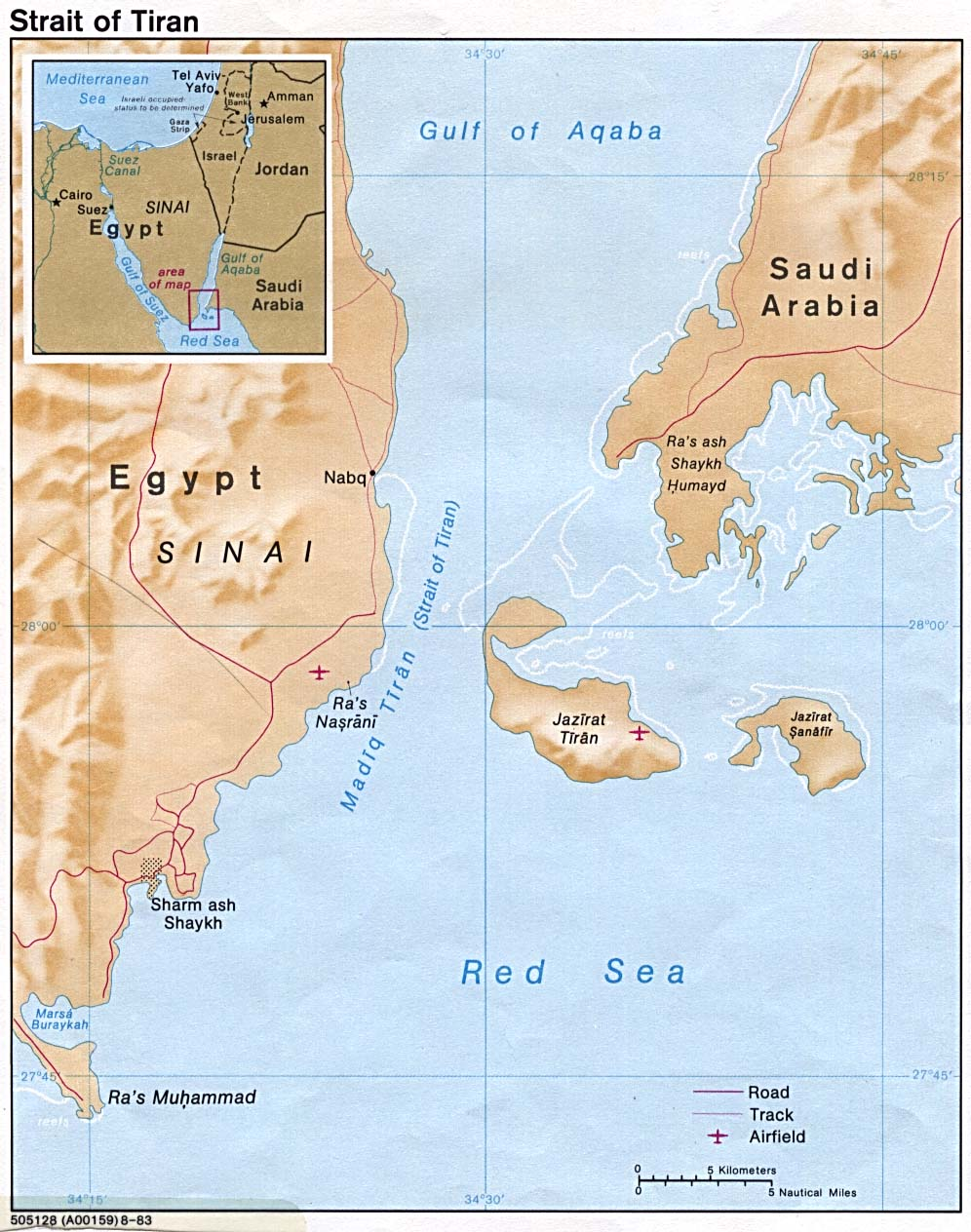
Gli stretti di Tiran

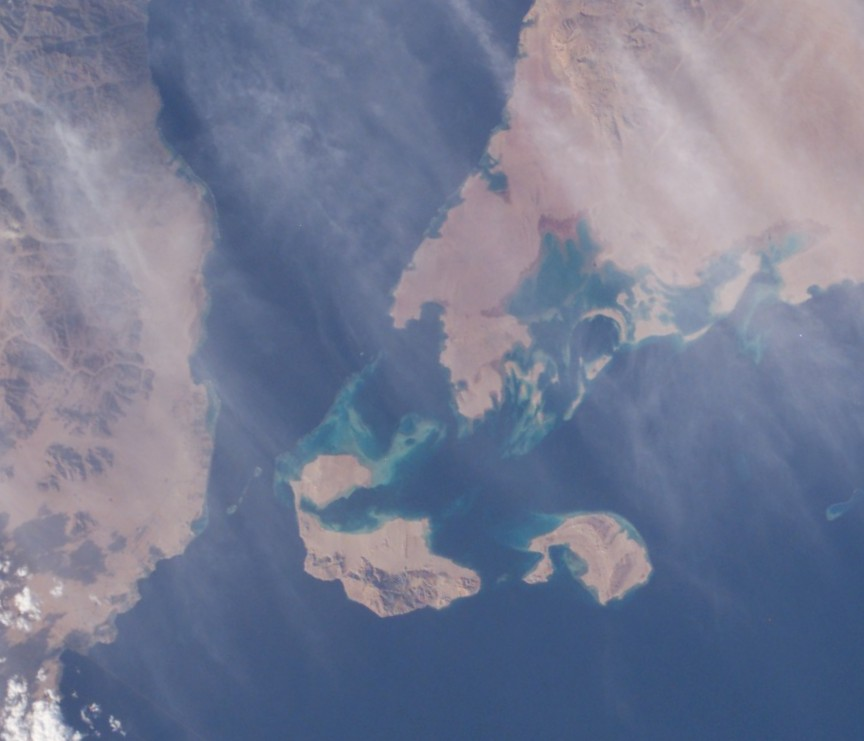
Immagine dal satellite

Gli stretti di Tiran sono degli stretti passaggi di mare formati dalla presenza dell'isola di Tiran nel punto del golfo di Aqaba in cui la distanza tra la penisola del Sinai e la penisola araba si riduce a una ventina di chilometri. Gli stretti separano il golfo di Aqaba dal Mar Rosso. Ad est dell'isola di Tiran si trova Sanafir, una seconda isola di dimensioni più piccole, che divide lo stretto tra Tiran e l'Arabia Saudita in due ulteriori stretti.
L'accesso ai porti di Eilat, in Israele, e di Aqaba, unico porto della Giordania, dipende dall'accesso al golfo di Aqaba e quindi dal controllo degli stretti di Tiran, che per questo motivo si sono dimostrati una zona di importanza strategica per i paesi circostanti, come ha dimostrato il conflitto arabo-israeliano durante tutto il XX secolo, specialmente nella guerra dei sei giorni nel 1967.
I documenti internazionali fanno riferimento in modo incoerente allo "stretto di Tiran" e agli "stretti di Tiran". Ci sono vari stretti formati dalle isole che si trovano tra l'Egitto e l'Arabia Saudita. Lo stretto più occidentale, tra l'Egitto e l'isola di Tiran, è lo stretto di Tiran. Esso ha due passaggi sufficientemente profondi da poter essere attraversati da navi di grandi dimensioni. Il passaggio Entreprise, profondo non più di 300 metri, è il più vicino alla costa egiziana, mentre il passaggio Grafton, vicino all'isola di Tiran, è circondato da secche ed ha una profondità massima di 70 metri. Ad est, tra Tiran e l'Arabia Saudita, vi è uno stretto con un unico canale navigabile profondo 15 metri, circondato da secche e barriere coralline.